# Piazza Giovanni Bovio (Napoli)

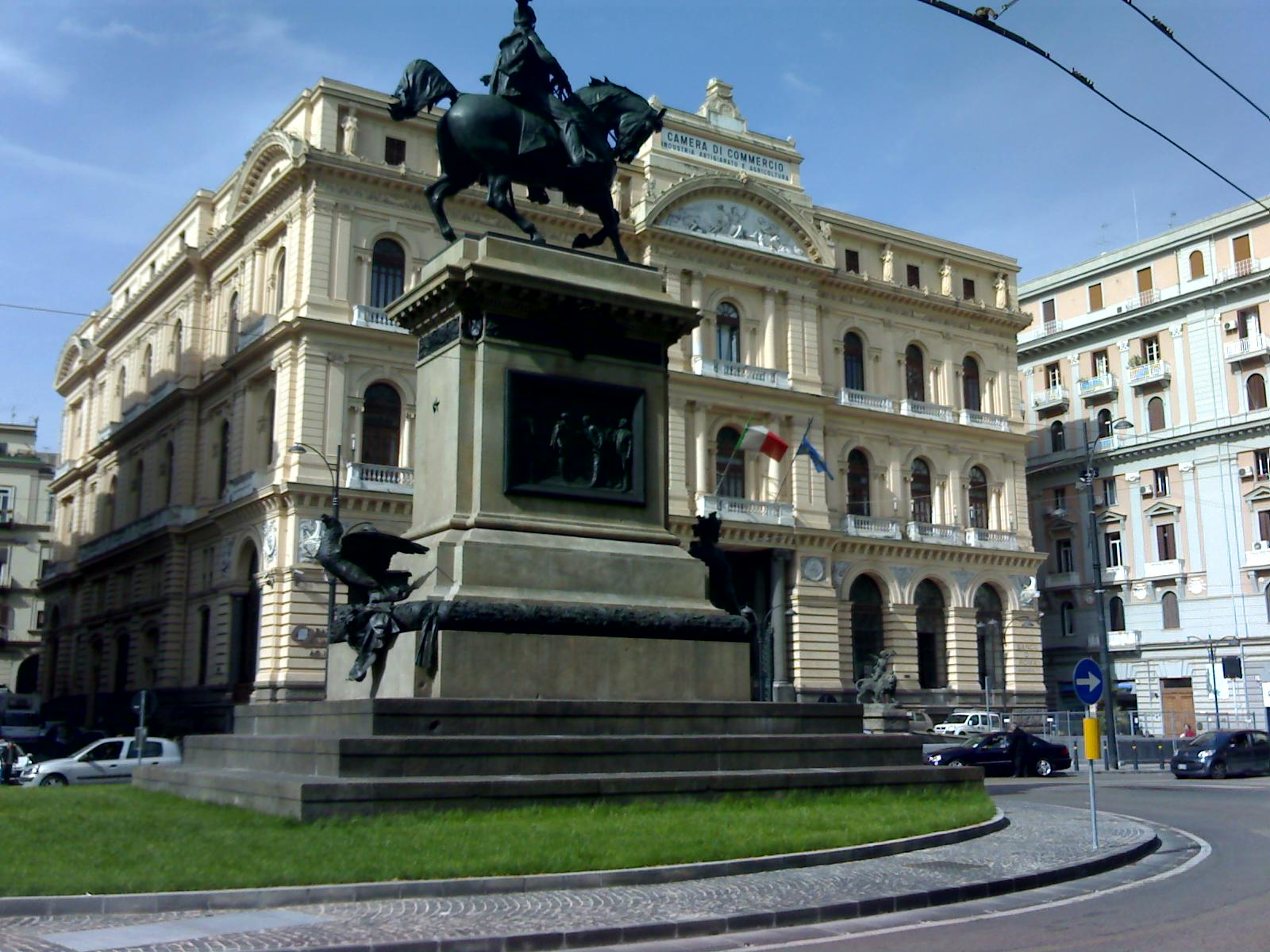
Scorcio del palazzo della Borsa

Piazza Giovanni Bovio, comunemente piazza Borsa, è una piazza di Napoli posizionata all'inizio del corso Umberto I, nel centro storico.
Pur essendo stata intitolata al Bovio all'inizio del XX secolo, la piazza è conosciuta tra i napoletani con l'originario nome di piazza Borsa, così chiamata per via del monumentale palazzo della Borsa presente.

## Storia

### Il Risanamento

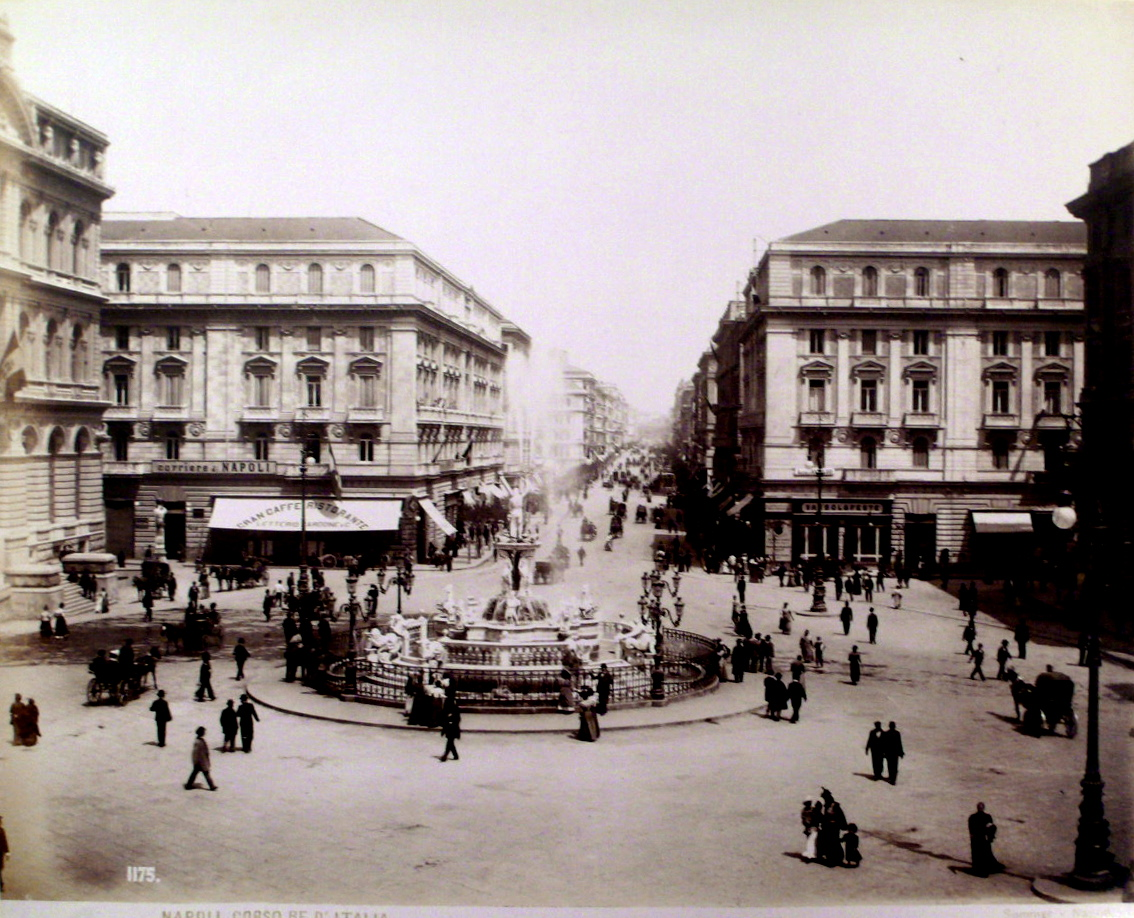
Piazza Bovio nel Novecento, ripresa in uno scatto di Giorgio Sommer

La piazza come oggi la vediamo ebbe origine alla fine dell'Ottocento durante il cosiddetto periodo del risanamento, quando dopo l'epidemia di colera del 1884, dovuta alla contaminazione delle condotte degli antichi acquedotti con le acque nere raccolte nei tantissimi pozzi e cavità naturali, si avviò un poderoso programma di ricostruzione delle zone del centro storico più malsane e anguste.
Fino a quel periodo esisteva un'altra piazza, individuabile a sud dell'attuale, detta piazza di Porto o piazza del mercato di Porto. Questo spiazzo era dell'intera zona l'unico spazio ampio tantoché era sede di un florido mercato. In questa piazza era posta la rinascimentale fontana degli Incanti, ora a Posillipo. Ancora, in questa piazza il 15 giugno 1889 fu allestita la cerimonia dell'inizio dei lavori del risanamento. Fu costruita al centro una struttura coperta circolare che fungesse da palco, da dove poterono assistere alla cerimonia il sindaco di allora Nicola Amore, il re Umberto I e sua moglie Margherita di Savoia e il cardinale Guglielmo Sanfelice. Lo storico momento è testimoniato da una lapide posta a sud di piazza Bovio.
Il nome dell'odierna piazza è dovuto alla presenza del palazzo in cui ha vissuto Giovanni Bovio, filosofo e politico del Regno d'Italia nonché padre di Libero Bovio. Un'epigrafe di Mario Rapisardi così ricorda il filosofo:
Giovanni Bovio che meditando con animo libero
l'Infinito e consacrando le ragioni dei popoli
in pagine adamantine ravvivò   d'alta luce
il pensiero italico
e precorse veggente
la nuova età.»
Fino al 2000, al centro della piazza si poteva ammirare la fontana del Nettuno, qui collocata nel 1898; l'apertura dei cantieri per la realizzazione della sottostante stazione della linea 1 della metropolitana ne resero necessaria la rimozione, ed ha poi trovato la sua collocazione definitiva in piazza Municipio, davanti a palazzo San Giacomo.

### La metropolitana

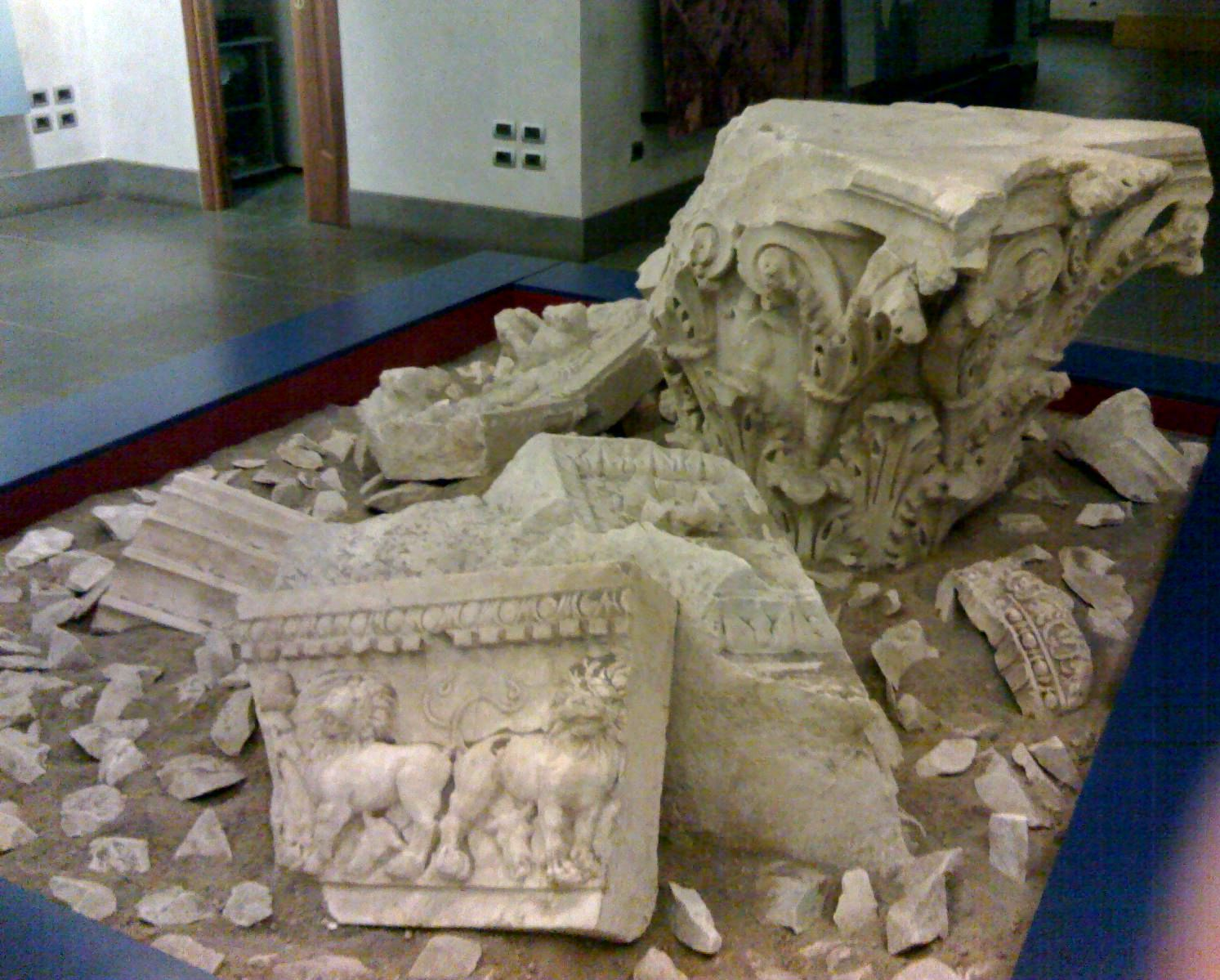
Alcuni blocchi di marmo rinvenuti durante gli scavi, oggi esposti nel museo Stazione Neapolis

I lavori per la costruzione della stazione Università della linea 1 sono durati dieci anni per via del ritrovamento di importantissimi reperti archeologici, cosa che ha caratterizzato tutte le stazioni della tratta bassa della linea.
Sono stati ritrovati i resti della fortificazione bizantina: una torre quadrangolare costruita mediante l'utilizzo di materiali di spoglio provenienti da un arco onorario risalente alla dinastia dei Severi, la quale durò dal 193 al 235 d.C.
L'arco doveva trovarsi sul litorale antistante il porto antico e poco lontano dalla piazza e tra il VI e il VII secolo fu spogliato dei bassorilievi che lo decoravano per ottenere materiale da adoperare nella costruzione di nuove opere difensive.

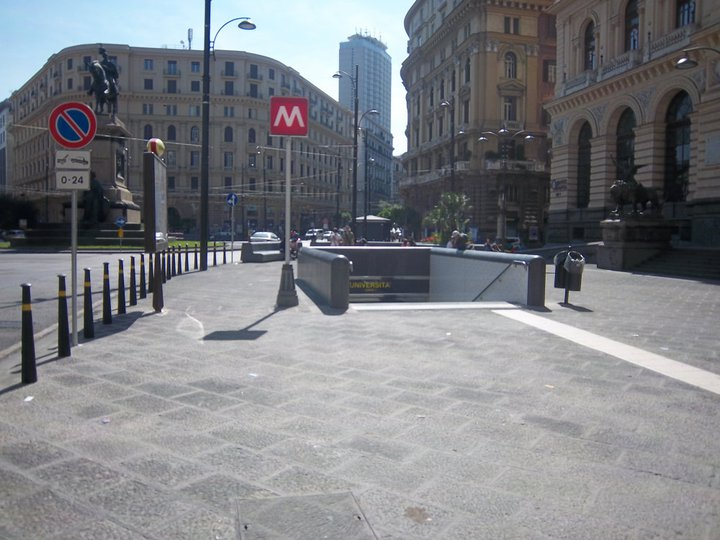
Scala d'accesso alla stazione

Altri grandi reperti ritrovati sono costituiti da un blocco con rilievi raffiguranti un trofeo di guerra da un lato e la prua di una nave dall'altro e due lastre marmoree di epoca imperiale, probabilmente del II secolo con sopra figurati legionari e togati.
I ritrovamenti archeologici sono oggi esposti nel museo Stazione Neapolis, all'interno della fermata della metropolitana "Museo".
Il 26 marzo 2011 è stata inaugurata la nuova stazione, entrata in funzione il 28 marzo. Per l'occasione e per la celebrazione del centocinquantesimo anniversario dell'unità d'Italia, l'intera piazza è stata completamente rinnovata e riqualificata, fino alla definitiva riconsegna alla città il 22 dicembre 2010. La piazza appare così con pensiline per il trasporto pubblico, con spartitraffico nei pressi di via Agostino Depretis e via Cardinale Guglielmo Sanfelice, con un chiosco-bar e due chioschi-edicola, con panchine in pietra e vasche fioriere con seduta. È stato inoltre ripristinato l'accesso al traffico veicolare da via Marchese Campodisola, mentre da via Giulio Cesare Cortese è consentito solo il transito pedonale.

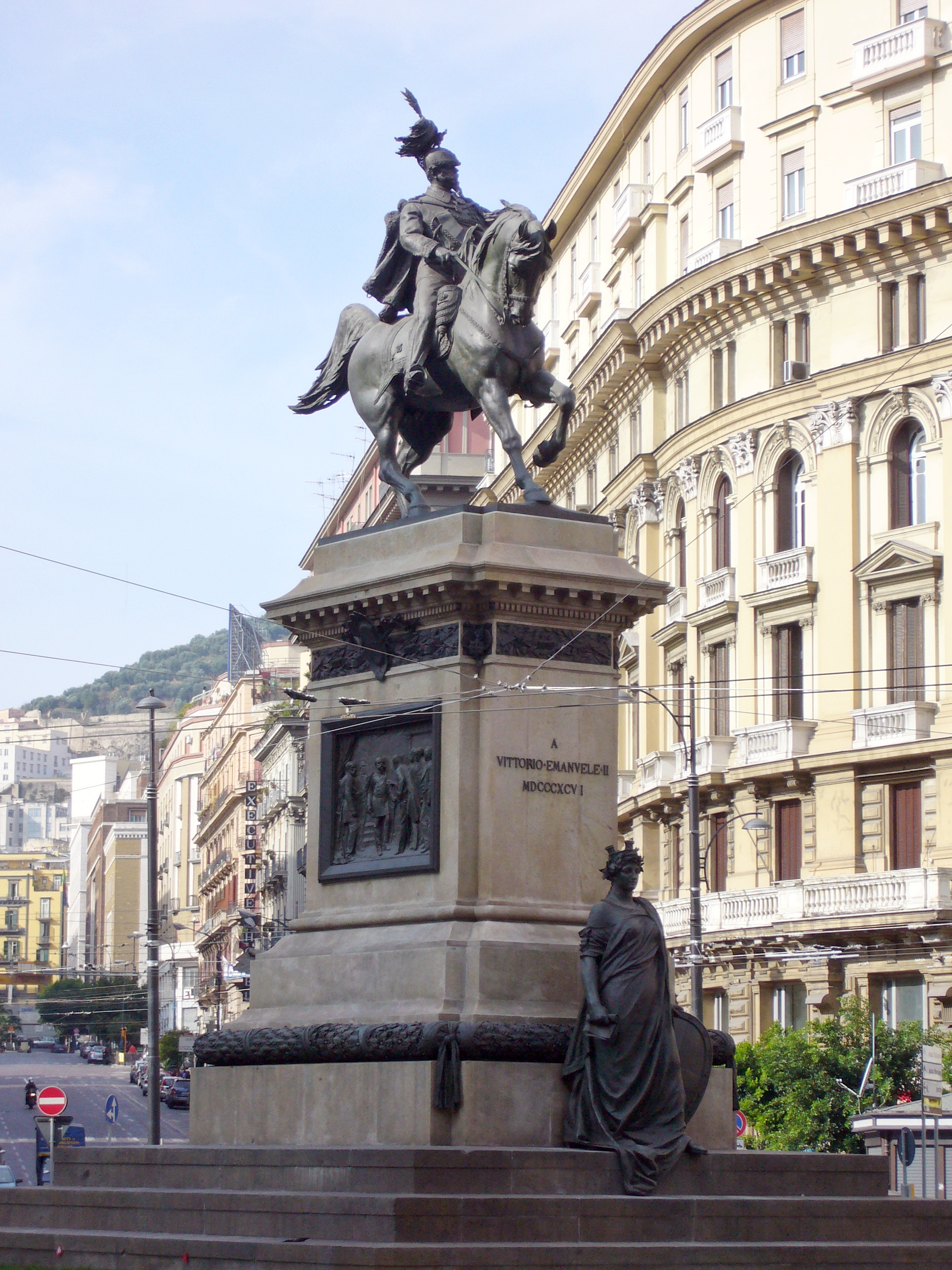
Il monumento a Vittorio Emanuele II

La stazione è chiamata Università per simboleggiare la centralità della piazza rispetto a numerose università presenti nel centro storico cittadino. Infatti non distante, al corso Umberto I, c'è la sede centrale dell'Università degli Studi di Napoli Federico II, che si estende anche per via Mezzocannone e ospita alcuni corsi (tra cui scienze biologiche, scienze naturali e scienze geologiche) della Facoltà di Scienze Matematiche, Fisiche e Naturali dell'università Federico II. Nei pressi di via Mezzocannone si trovano anche alcuni edifici dell'università L'Orientale. Ancora, nei pressi vi sono, sempre per la Federico II, la facoltà di sociologia a Spaccanapoli, il Dipartimento di Analisi delle Dinamiche Territoriali e Ambientali (Geografia) in via Rodinò, la facoltà di Lettere e Filosofia e di Giurisprudenza in via Porta di Massa, e un edificio in via Nuova Marina che ospita alcuni corsi di Giurisprudenza e il Dipartimento di Discipline Storiche "Ettore Lepore" afferente alla facoltà di Lettere e Filosofia. Poco più distante, infine, nei pressi della vicina Piazza Municipio vi è la facoltà di Economia dell'università Parthenope.
Nell'ambito dei lavori di riqualificazione della piazza, l'intervento più importante è stato però la sistemazione, nel dicembre 2010, al posto della preesistente Fontana del Nettuno, della statua di ottanta tonnellate di Vittorio Emanuele II, assieme a quella di Partenope dinanzi al re e all'aquila in procinto di spiccare il volo alle spalle, le quali sin dal 1897 (anno dell'inaugurazione del monumento) facevano bella mostra in piazza Municipio. Le scene del basamento del monumento sono di Tommaso Solari, la statua equestre è del campano Alfonso Balzico su disegno di Emilio Franceschi, mentre la statua di Partenope è di Salvatore Cepparulo.

## Trasporti
- Linea 1, stazione Università.
- Linee autobus e filobus  201,  202,  204,  R2,  460,  584,  N1 e  N3.
- Linee autobus  151 e  154 (fermata Marchese Campodisola).